# Хортів Сергій Іванович
Хортів Сергій Іванович (4 травня 1966, Молодогвардійськ, УРСР) — український проросійський політик, депутат Луганської обласної ради шостого скликання, міський голова міста Рубіжне у 2015—2022 роках. Під час російського вторгнення в Україну 2014 та 2022 роках сприяв окупантам.

## Біографія
Народився 4 травня 1966 року.
1989 року закінчив Ворошиловградський педагогічний інститут, вчитель історії та суспільнознавства.
2002 року закінчив Східноукраїнський національний університет ім. В.Даля, інженер-економіст.
Директор Рубіжанського політехнічного коледжу.
У 2005 та 2010 роках обирався депутатом Луганської обласної ради за мажоритарним округом № 22 (Рубіжне). Член Партії регіонів. Член постійної комісії обласної ради з питань освіти, науки, культури, молоді та спорту.

### Війна на Сході України
6 березня 2014 Хортів голосував за звернення Луганської обласної ради щодо права закликати російські війська в Україну «для захисту Донбасу від київської хунти».
22 травня 2014 Сергій Хортів брав участь у блокуванні української військової техніки у місті Рубіжне, коли бойовики з-за спин мирних жителів розстріляли українських військовослужбовців, в результаті чого загинуло кілька бійців з Житомира.
Після звільнення Рубіжного від терористичних угруповань ЛНР, залишився у місті, поширював проросійські настрої та вів пропаганду на користь ЛНР, а також займався саботажем.
Під час виборів до Верховної Ради України 2014 був головою окружної виборчої комісії № 112 (Рубіжне).
У липні 2015 року став помічником-консультантом народного депутата України Юлія Іоффе. Також підтримує тісні контакти з народним депутатом України Юрієм Бойко.
1 квітня 2022 року публічно перейшов на бік російських окупантів і звернувся до бійців ЗСУ із закликом скласти зброю.

### Голова Рубіжного
25 жовтня 2015 року був обраним головою міста Рубіжне. За даними Комітету виборців України, нього проголосувало близько 70 % виборців.
На території технікуму, де жили міліціонери з Житомира, за його наказом відключили воду, посилаючись на поломаний насос, хоча він був справний. Також Хортів виступав з заявами, що співробітники МВС постійно перебувають у нетверезому стані, зі зброєю і чіпляються до студентів, маючи до них претензії сексуального характеру.
4 березня 2022 року був усунутий з посади міського голови Рубіжного.

## Сім'я
Син — Хортів Іван Сергійович — колишній співробітник МВС, учасник терористичних загонів ЛНР. Після звільнення Рубіжного виїхав до Російської Федерації, де переховується.

## Нагороди та відзнаки
- Заслужений працівник освіти України.[2]